# Caradrina signa
Caradrina signa är en fjärilsart som beskrevs av David Stephen Fletcher, 1961. Caradrina signa ingår i släktet Caradrina och familjen nattflyn, Noctuidae. Inga underarter finns listade i Catalogue of Life.